# Majd Eddin Ghazal

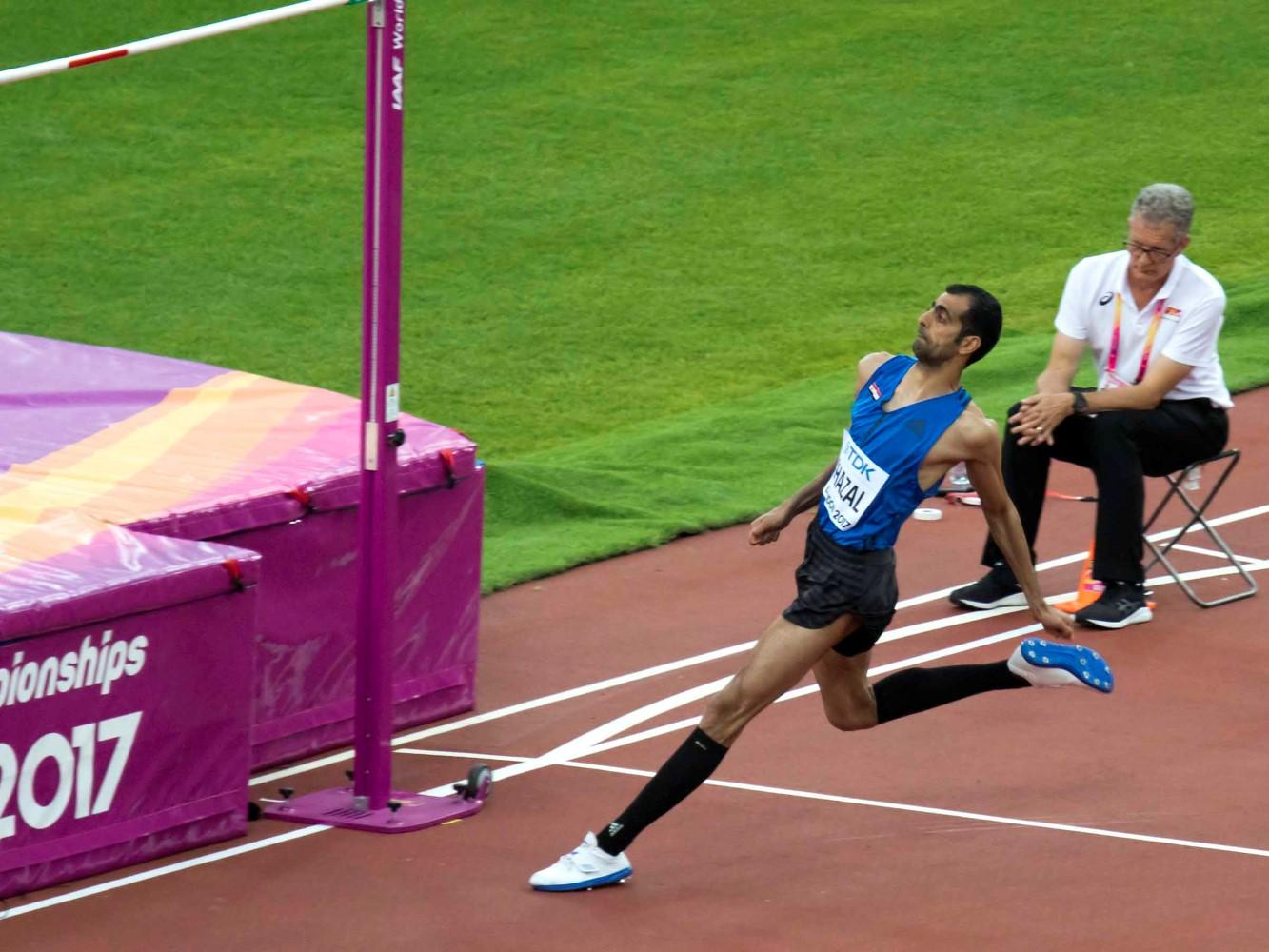
Ghazal vid finalen i asiatiska mästerskapen 2017.

Ghazal Majd Eddin, född 21 april 1987 i Damaskus, är en syrisk höjdhoppare med ett personligt rekord på 2,36 satt vid en gala i Peking 2016. Han var Syriens fanbärare vid OS-invigningen i London 2012 och blev i höjdhoppstävlingen nummer 28 med ett hopp på 2,16.